# Kronika aliti spomen vsega svieta vikov
Kronika aliti spomen vsega svieta vikov, kronika hrvatskog povjesničara Pavla Rittera Vitezovića (1652. – 1713.) izdana 1696. godine. Djelo je djelomice kompilacija Kronike (Kronika vezda znovich zpravljena kratka szlouenzkim jezikom) hrvatskog ljetopisca Antuna Vrameca (1538. – 1587.) koju Vitezović donosi u svom djelu, djelomično ispravlja i nadopisuje unosom naknadnih događaja. Važan je izvor za hrvatsku ranonovojekovnu povijest.
Kronika prati sve događaje od postanka svijeta do 1690. godine, uključujući uspone i padove carstava, seobu naroda i druge događaje s naglaskom na događaje nakon Mohačke bitke 1526. godine. U kronici spominje mnoge važne povijesne ličnosti, osobito članove velikaških obitelji Zrinskih i Frankapana.